# Шевйот
Шевйо́т (від англ. cheviot через французьке посередництво) — м'яка, легка, тепла, трохи ворсиста вовняна або напіввовняна тканина. Отримують її з ниток камвольного прядіння, шляхом саржевого переплетіння. Первісно шевйот виробляли з вовни овець шевйотської породи, але може також застосовуватися вовна інших мериносоподібних овець.
Назва тканини пов'язана з пасмом Чевіот-Гіллз у Великій Британії, французьким посередництвом при запозиченні пояснюється наявність початкового «ш» замість «ч» — відповідно до французького читання сполучення ch.